# Leymostachys korovinii
Leymostachys korovinii är en gräsart som beskrevs av Nikolai Nikolaievich Tzvelev. Leymostachys korovinii ingår i släktet Leymostachys och familjen gräs. Inga underarter finns listade i Catalogue of Life.